# Arthur Legat
Arthur Legat (1 de novembro de 1898 – 23 de fevereiro de 1960) foi um automobilista belga que participou de dois Grande Prêmio da Bélgica de Fórmula 1 em 1952 e 1953.

## Fórmula 1[1]
(Legenda)
| Ano  | Equipe           | Chassis        | Motor      | 1   | 2   | 3         | 4         | 5   | 6   | 7   | 8   | 9   | Pontos | Posição  |
| ---- | ---------------- | -------------- | ---------- | --- | --- | --------- | --------- | --- | --- | --- | --- | --- | ------ | -------- |
| 1952 | Scuderia Ferrari | Veritas Meteor | Veritas L6 | SUI | 500 | BEL 13º E | FRA       | GBR | ALE | HOL | ITA |     | 0      | NC (59º) |
| 1953 | Scuderia Ferrari | Veritas Meteor | Veritas L6 | ARG | 500 | HOL       | BEL Ret E | FRA | GBR | ALE | SUI | ITA | 0      | NC       |